# Ivan Mažuranić
Ivan Mažuranic (Novi Vinodolski, 11 agosto 1814 – Zagabria, 4 agosto 1890) è stato un poeta croato.
Prese parte al movimento letterario illirico, divenendone punto di riferimento per la sua forte personalità. Dopo il 1848 si impegnò politicamente per i movimenti filoaustriaci, alienandosi molte amicizie che aveva in patria. Entrò in polemica, tra gli altri, con lo scrittore Ante Kovačić.
Trascorse gli ultimi anni della sua vita deluso e solitario.
Grazie alle sue conoscenze delle lingue dalmate riuscì a completare l'Osman di Ivan Gundulić. Il suo miglior lavoro fu il poemetto epico La morte di Smail-Aga Cengijic, vero capolavoro della letteratura serbo-croata, ispirato alla lotta fra i turchi e i cristiani. Tradusse varie opere da altre lingue, fra cui Il cinque maggio di Alessandro Manzoni.
È raffigurato sulla moneta da 100 kune.